# حمد الموسوي
حمد الموسوي سياسي عراقي، وعضو في مجلس النواب العراقي عن ائتلاف دولة القانون، والأمين العام للحزب المدني، ومالك ورئيس مجلس إدارة مصرف الهدى.

## اتهامات بالفساد
في 11 تشرين الأول 2015، وجهت اللجنة المالية النيابية في مجلس النواب العراقي كتاباً بالعدد 740 إلى هيئة النزاهة، دعت فيه الهيئة إلى التحقيق في قيام مصرف الهدى بتحويل أكثر من 6 مليارات دولار إلى الأردن، لكن التحقيق لم يجري كما لم يتعرض أحد إلى المساءلة.
الاتهامات التي وجهت إلى حمد الموسوي، تعلقت بشرائه "الدولار من البنك المركزي بوثائق مزورة" والأموال التي حولها لحساب ثلاث شركات للتحويل المالي هي "الطيب، عراقنا، المهج".
بحسب تقرير اللجنة المالية النيابية، قام المصرف بتحويل "6.455.660.368 دولار إلى حسابه في بنك الإسكان الأردني خلال السنوات 2012-2013-2014 وحوّل من هذا المبلغ 5.787.999.397 دولار إلى شركة الطيب في حسابها لدى بنك الإسكان الأردني، وقامت شركة الطيب بدروها بتحويل مبلغ 5.704.158.579 دولار إلى حساب شركة الكمال للصرافة في الأردن وهي شركة صرافة عادية قامت بدورها بتحويل هذه الأموال إلى مستفيدين مجهولين.
وفي قضية أخرى، طالب مجلس القضاء الأعلى من الادعاء العام في عام 2019 مفاتحة مجلس النواب العراقي لرفع الحصانة عن حمد الموسوي عن "جريمة الاستيلاء على أموال ومعدات مقر مؤسسة (جرونال) وقناة (سي سفن) العائدة للمشتكي (أحمد صالح هاشم) مع مبالغ مبالغ مالية داخل المؤسسة".

## العقوبات الأمريكية
أعلنت وزارة الخزانة الأميركية في بيان أن شبكة إنفاذ قوانين الجرائم المالية (FinCEN) اقترحت "قاعدة من شأنها فصل بنك الهدى عن النظام المالي الأمريكي من خلال منع المؤسسات والوكالات المالية المحلية من فتح أو الاحتفاظ بحساب مراسل لبنك الهدى أو نيابة عنه".
كما أعلنت أن مكتب مراقبة الأصول الأجنبية أدرج حمد الموسوي، مالك ورئيس مجلس إدارة مصرف الهدى العراقي في لائحة العقوبات لـ "دعمه لفيلق القدس التابع للحرس الثوري الإيراني، بما في ذلك من خلال دعم مجموعات الميليشيات التابعة له في العراق".
وقال البنك المركزي العراقي، أن وزارة الخزانة الأمريكية فرضت عقوبات على مصرف الهدى العراقي بسبب أنشطته في عام 2022. وأن مصرف الهدى مستمر في تقديم خدماته المصرفية دون التعامل بالدولار الأمريكي ويسمح له التعامل بالعملات الأجنبية الأخرى.